# Lasius citrinus
Lasius citrinus es una especie de hormiga del género Lasius, tribu, Lasiini, orden Hymenoptera. Fue descrita por Emery en 1922.

## Distribución
Se distribuye por Georgia, Corea del Norte, Austria, Bielorrusia, Bélgica, Bulgaria, República Checa, Grecia, Hungría, Italia, Países Bajos, Noruega, Polonia, Rusia, Eslovaquia, Eslovenia, España y Suiza.

## Hábitat
Habita en bosques caducifolios y debajo de piedras y rocas. Se ha encontrado a elevaciones de 567 metros.